# La Ferrière-Béchet
La Ferrière-Béchet ist eine Gemeinde im französischen Département Orne in der Normandie. Sie gehört zum Arrondissement Alençon und zum Kanton Sées. Nachbargemeinden sind Mortrée mit Saint-Hilaire-la-Gérard im Nordwesten, Belfonds im Nordosten, Sées im Osten, Le Bouillon im Südosten, L’Orée-d’Écouves mit Fontenai-les-Louvets im Süden und Tanville im Südwesten.

## Bevölkerungsentwicklung
| Jahr      | 1962 | 1968 | 1975 | 1982 | 1990 | 1999 | 2008 | 2015 | 2021 |
| --------- | ---- | ---- | ---- | ---- | ---- | ---- | ---- | ---- | ---- |
| Einwohner | 190  | 222  | 187  | 151  | 151  | 169  | 208  | 239  | 244  |